# روستای سوگتلی
روستای سوگتلی روستایی در دهستان فاروج از توابع شهرستان فاروج در استان خراسان شمالی است. طبق سرشماری سال ۱۳۹۵ این روستا حدود ۱۱ خانوار و ۳۴ نفر جمعیت دارد. از بزرگان این روستا پیرعلی هادی ، نورعلی قهرمانلو،قاسمعلی نظری و مهدی دهدهی ایرج وخانگین و پیام مکعب می باشد. شغل اصلی مردم این روستا کشاورزی و دامپروری است، برای رسیدن به این روستا باید از جاده روستای چری به سمت روستای کواکی رفت از آنجا به بعد که حدود ۱۱ کیلومتر است جاده خاکی است. بیشتر اهالی این روستا در شهرهای اطراف تهران سکونت دارند.
| کشور  | استان        | شهرستان | دهستان             |
| ----- | ------------ | ------- | ------------------ |
| ایران | خراسان شمالی | فاروج   | دهستان مرکزی فاروج |